# Leon Brodowski

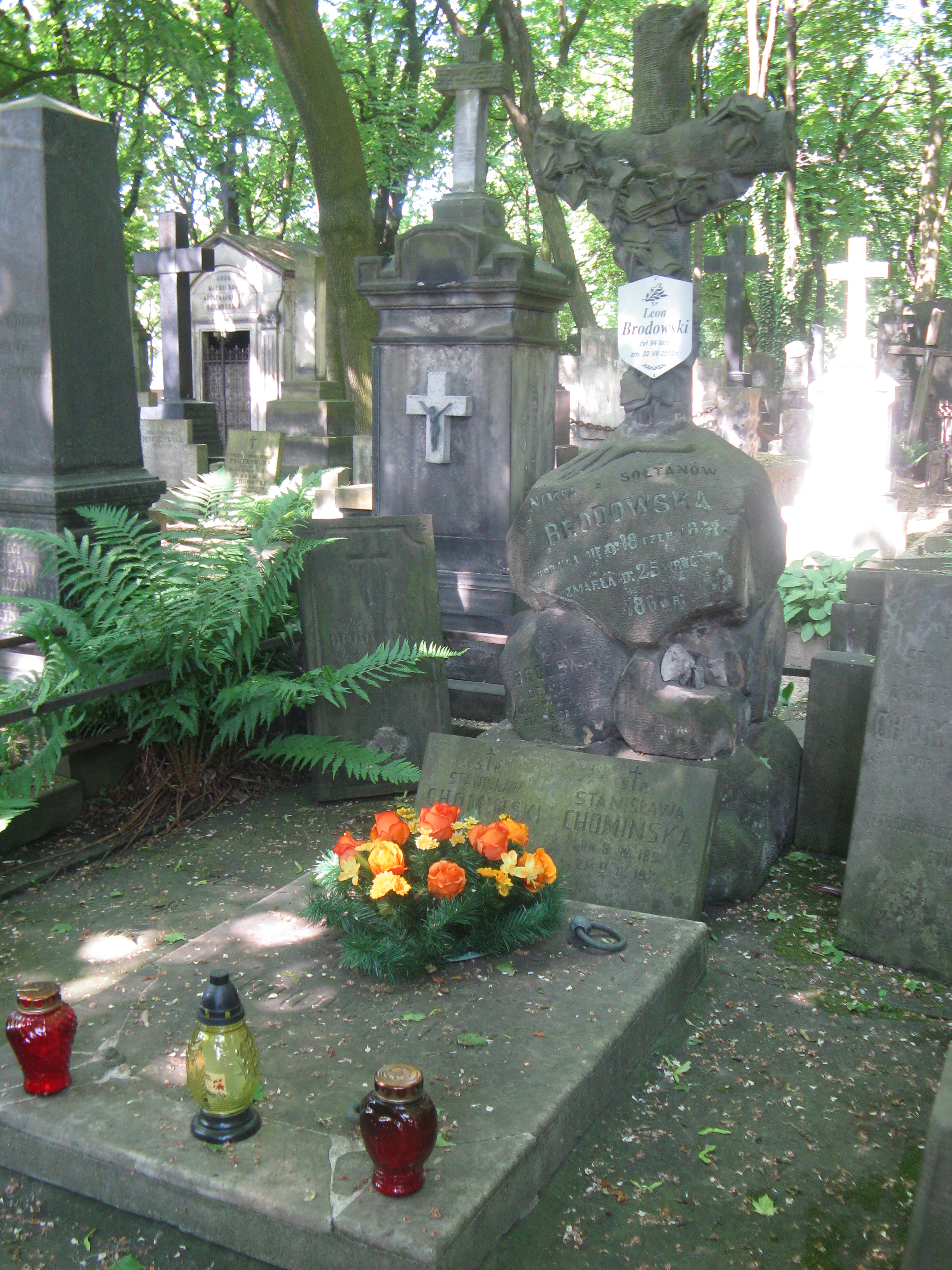
Grób Leona Brodowskiego na cmentarzu Powązkowskim

Leon Brodowski (ur. 3 listopada 1918 w Mińsku Litewskim (ówczesnej stolicy Białoruskiej Republiki Ludowej), zm. 21 lipca 2013 w Warszawie) – polski działacz społeczny i na rzecz dialogu polsko-litewskiego, założyciel i przewodniczący Ogólnopolskiego Klubu Miłośników Litwy (OKML), wieloletni wydawca i redaktor naczelny pisma „Lithuania”. 

## Życiorys
Przed II wojną światową ukończył humanistyczne Gimnazjum im. Króla Zygmunta Augusta w Wilnie, a następnie podjął studia na Wydziale Prawa i Nauk Społecznych Uniwersytetu Stefana Batorego w Wilnie, przerwane w czasie wojny i ukończone ostatecznie na Uniwersytecie im. Adama Mickiewicza w Poznaniu w 1945 r. W 1971 r. uzyskał doktorat z nauk prawnych na  Uniwersytecie Mikołaja Kopernika w Toruniu na podstawie rozprawy Ideologia Henryka Dembińskiego a postępowy nurt polskiej inteligencji. 
Wieloletni współpracownik Stowarzyszenia PAX, które nagrodziło go w latach 60. XX wieku nagrodą PAX im. Włodzimierza Pietrzaka za pracę Spotkanie humanizmów podejmującą problematykę dialogu katolików z marksistami.
W 1988 r. założył Ogólnopolski Klub Miłośników Litwy (OKML), był także redaktorem naczelnym wydawanego przez Klub kwartalnika „Lithuania” ukazującego się w latach 1990–2007. W czerwcu 1988 został powołany w skład Rady Ochrony Pamięci Walk i Męczeństwa (do 1990).
Ojciec Pawła Brodowskiego. Pochowany 26 lipca 2013 r. na cmentarzu Powązkowskim w Warszawie (kwatera 161-3-7/8).